# Apeadero de Caldas de Moledo
El Apeadero de Caldas de Moledo, también nombrado como Estación de Caldas de Moledo, es una infraestructura ferroviaria de la Línea del Duero, que sirve a parroquias de Caldas de Moledo, en el Distrito de Vila Real, en Portugal.

## Descripción

### Localización y acceso
Se encuentra junto al Río Duero, al este de la localidad de Caldas de Moledo; el acceso de transporte es efectuado por un ramal de la Ruta Nacional 108.

### Servicios
Esta plataforma es servida por los Convoyes Regionales, gestionados por la transportadora Comboios de Portugal.

## Historia
El tramo entre Penafiel y Régua de la Línea del Duero, donde este apeadero se encuentra, abrió a la explotación el 15 de julio de 1879.